# SV Estrella
Ne pas confondre avec le SV Estrellas, club de football de Bonaire
Maillots
Le SV Estrella est un club arubais de football basé à Santa Cruz.

## Histoire
Fondé le 1er septembre 1948, le SV Estrella est l'un des deux seuls clubs arubais vainqueur de la Liga Antiano, le championnat des Antilles néerlandaises. Il a construit l'essentiel de son palmarès durant les années 1980 et 1990, avec huit titres de champion remportés entre 1985 et 1999.
Grâce à son titre de champion des Antilles néerlandaises, le SV Estrella est devenu le premier club arubais à participer à la Coupe des champions de la CONCACAF, en 1971. Après avoir bénéficié du forfait de son adversaire lors du tour préliminaire, le club dispute la phase de groupe, qu'il termine à la dernière place, sans parvenir à glaner le moindre point. 

## Palmarès
- Division di Honor (12) :
  - Vainqueur en 1969, 1973, 1977, 1985, 1988, 1989, 1990, 1992, 1996, 1998, 1999 et 2006
  - Vice-champion en 1966, 1970, 1976 et 1981

- Championnat des Antilles néerlandaises (1)
  - Vainqueur en 1970
  - Vice-champion en 1968 et 1969

- Coupe d'Aruba (2) :
  - Vainqueur en 2014 et 2018
  - Finaliste en 2007 et 2009